# Gado Bravo
Gado Bravo é um município brasileiro localizado na Região Metropolitana de Campina Grande, estado da Paraíba. Sua população em 2014 foi estimada pelo IBGE (Instituto Brasileiro de Geografia e Estatística) em 8 458 habitantes, distribuídos em 192 km² de área.

## História
O município de Gado Bravo teve seu povoamento iniciado no fim do século XIX e início do século XX, com migrações de origem endógena e exógena, principalmente do estado de Pernambuco, não se sabe porque, talvez pela proximidade da fronteira interestadual.

## Geografia
Localiza-se a uma altitude de 400 metros. De acordo com o IBGE (Instituto Brasileiro de Geografia e Estatística), no ano de 2022 sua população era estimada em 8.461 habitantes. A hidrografia é composto por Riachos temporários como o Rio Paraibinha na divisa com Queimadas, o Riacho Salinas na divisa com Barra de Santana, além do Rio Paraíba do Norte na divisa com Santa Cecília e Umbuzeiro. Um importante riacho é o Riacho Itália. O município é composto por 54 Sítios, os principais são: Boa Vista, Caracozinho, Campo Alegre, Tapuia, Chã de Beleu e o Sítio Itália,  onde fica localizada a Granja Boas Novas, pequena propriedade rural, cuja principal atividade econômica é a caprinocultura.

### Clima
O município está incluído na área geográfica de abrangência do semiárido brasileiro, definida pelo Ministério da Integração Nacional em 2005. Esta delimitação tem como critérios o índice pluviométrico, o índice de aridez e o risco de seca.
Dados do Departamento de Ciências Atmosféricas, da Universidade Federal de Campina Grande, mostram que Gado Bravo apresenta um clima com média pluviométrica anual de 593,9 mm e temperatura média anual de 23,4 °C.
| Dados climatológicos para Gado Bravo (sítio Lagoa dos Marcos) | Dados climatológicos para Gado Bravo (sítio Lagoa dos Marcos) | Dados climatológicos para Gado Bravo (sítio Lagoa dos Marcos) | Dados climatológicos para Gado Bravo (sítio Lagoa dos Marcos) | Dados climatológicos para Gado Bravo (sítio Lagoa dos Marcos) | Dados climatológicos para Gado Bravo (sítio Lagoa dos Marcos) | Dados climatológicos para Gado Bravo (sítio Lagoa dos Marcos) | Dados climatológicos para Gado Bravo (sítio Lagoa dos Marcos) | Dados climatológicos para Gado Bravo (sítio Lagoa dos Marcos) | Dados climatológicos para Gado Bravo (sítio Lagoa dos Marcos) | Dados climatológicos para Gado Bravo (sítio Lagoa dos Marcos) | Dados climatológicos para Gado Bravo (sítio Lagoa dos Marcos) | Dados climatológicos para Gado Bravo (sítio Lagoa dos Marcos) | Dados climatológicos para Gado Bravo (sítio Lagoa dos Marcos) |
| Mês                                                           | Jan                                                           | Fev                                                           | Mar                                                           | Abr                                                           | Mai                                                           | Jun                                                           | Jul                                                           | Ago                                                           | Set                                                           | Out                                                           | Nov                                                           | Dez                                                           | Ano                                                           |
| ------------------------------------------------------------- | ------------------------------------------------------------- | ------------------------------------------------------------- | ------------------------------------------------------------- | ------------------------------------------------------------- | ------------------------------------------------------------- | ------------------------------------------------------------- | ------------------------------------------------------------- | ------------------------------------------------------------- | ------------------------------------------------------------- | ------------------------------------------------------------- | ------------------------------------------------------------- | ------------------------------------------------------------- | ------------------------------------------------------------- |
| Temperatura máxima média (°C)                                 | 31,4                                                          | 31,2                                                          | 30,7                                                          | 29,8                                                          | 28,5                                                          | 27,2                                                          | 26,8                                                          | 27,6                                                          | 29,0                                                          | 30,7                                                          | 31,7                                                          | 31,8                                                          | 29,7                                                          |
| Temperatura média (°C)                                        | 24,7                                                          | 24,6                                                          | 24,4                                                          | 24,0                                                          | 23,1                                                          | 22,0                                                          | 21,4                                                          | 21,5                                                          | 22,4                                                          | 23,6                                                          | 24,3                                                          | 24,7                                                          | 23,4                                                          |
| Temperatura mínima média (°C)                                 | 20,4                                                          | 20,5                                                          | 20,6                                                          | 20,3                                                          | 19,7                                                          | 18,6                                                          | 17,6                                                          | 17,5                                                          | 18,5                                                          | 19,2                                                          | 19,8                                                          | 20,2                                                          | 19,4                                                          |
| Precipitação (mm)                                             | 23,6                                                          | 32,1                                                          | 86,2                                                          | 118,6                                                         | 67,3                                                          | 81,2                                                          | 85,7                                                          | 33,6                                                          | 20,5                                                          | 6,0                                                           | 6,5                                                           | 23,1                                                          | 593,9                                                         |
| Fonte: Departamento de Ciências Atmosféricas.                 |                                                               |                                                               |                                                               |                                                               |                                                               |                                                               |                                                               |                                                               |                                                               |                                                               |                                                               |                                                               |                                                               |

## Política
O primeiro prefeito de Gado Bravo foi Salomão Lucena de Farias (1997-2000) e seu vice Fernando Barbosa de Moraes. Com a morte de Salomão seu vice Fernando Morais (2001-2005) assumiu, se candidatou e foi o segundo prefeito[carece de fontes?]. Foi substituído por Paulo Alves Monteiro (2005-2008) e logo depois (2009-2012) por Austerliano Evaldo.
A primeira mulher a ser vereadora em Gado Bravo foi Almery Alves de Farias (2005-2008) e foi reeleita(2009-2012) e a mais votada no município entre todos os candidatos à Câmara Municipal.

## Esporte
Gado Bravo tem alguns times de futebol que disputam o campeonato municipal: Interbravo, Cruzeiro, Criciúma Da Fava De Cheiro, Fluminense, Da Boa Vista, Brasil Da Boa Vista, Vasco Da Chã De Beleu, São Paulo e Central. O Campeonato Gado Bravense tem sido disputado nos últimos anos com o apoio da Prefeitura Municipal.

## Festas
A principal festa gado-bravense é a homenagem ao santo padroeiro da cidade "São José", recebe turistas da Região. Uma importante festividade é a festa de Nossa Senhora Santana realizada no Sítio Tapuia.[carece de fontes?]